# چوب‌موش‌ها

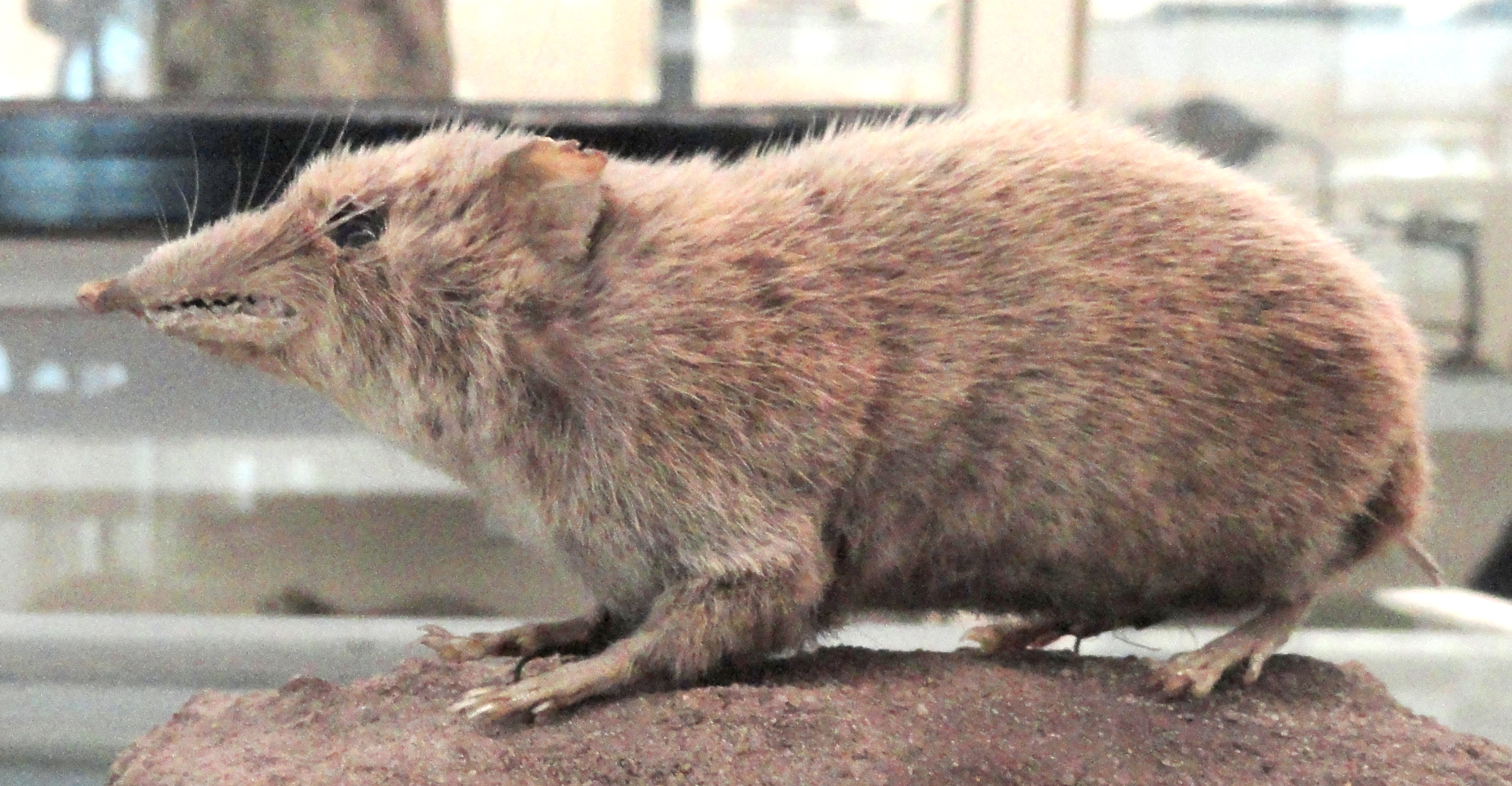
یک چرب موش

چوب‌موش‌ها(نام علمی: Hylomys) نام یک سرده از تیره خارپشت‌سانان است.

## گونه ها
- Hylomys engesseri Mein & Ginsburg, 1997 (سنگواره)
- موش‌تیغی گوش‌دراز Jenkins & M. F. Robinson, 2002 (Long-eared gymnure)
- موش‌تیغی کوتوله Robinson & Kloss, 1916 (Dwarf gymnure)
- موش‌تیغی دم‌کوتاه Müller, 1840 (Short-tailed gymnure)